# Bazzania conophylla
Bazzania conophylla là một loài rêu tản trong họ Lepidoziaceae. Loài này được (Sande Lac.) Schiffner miêu tả khoa học lần đầu tiên năm 1898.